# Nebojša Pavković
Nebojša D. Pavković (srbsko Небојша Д. Павковић), srbski general, * 10. april 1946, Senjski Rudnik pri Ćupriji, Srbija, Jugoslavija.

## Življenjepis
Pavković je leta 1966 končal učiteljiško šolo v Aleksincu. Na visokih vojaških šolah je diplomiral v Beogradu: Vojaško akademijo kopenske vojske JLA leta 1970, Poveljniško-štabno akademijo kopenske vojske leta 1982 in poveljniško-štabno šolo operacijskih raziskav leta 1988. Bil je najboljši v svoji generaciji s srednjo oceno 10,00.
Prve poveljniške dolžnosti je opravljal v Pehotni šoli rezervnih častnikov v Bileći v Bosni in Hercegovini, kjer je bil zadolžen za študij in izboljševanje pouka. Poveljnik pehotnega bataljona je bil v 10. pehotni brigadi v Banja luki.VP 6372. Najprej je bil v 16. proletarskem pehotnem polku načelnik štaba in kasneje tudi poveljnik. Od leta 1988 do 1989 je bil poveljnik 16. motorizirane brigade. Tedaj so ga premestili v Kabinet zveznega sekretarja (kasneje ministra) za narodno obrambo, kjer je bil do leta 1993 načelnik oddelka, namestnik načelnika in načelnik Kabineta. Do leta 1994 je bil načelnik Katedre operacijskih raziskav v Šoli narodne obrambe. Nato je v Prištinskem korpusu opravljal pomembnejše dolžnosti: bil je načelnik Oddelka za operacijska dela in vadbo, načelnik štaba in poveljnik korpusa. Poveljnik 3. armade je bil od decembra 1998 do februarja 2000.
Petkrat je izredno in predčasno napredoval in enota, ki ji je poveljeval, je bila petkrat proglašena za najboljšo v svojih sestavih. Ocenili so ga z najvišjimi službenimi ocenami. Med razbijanjem separatističnega upora na Kosovu leta 1998 je bil poveljnik Prištinskega korpusa in poveljnik Tretje armade med agresijo Nata leta 1999.
V čin generalmajorja so ga povišali leta 1996, v čin generalpodpolkovnika izredno leta 1998 in v čin generalpolkovnika leta 1999. Februarja 2000 so ga imenovali za nečelnika Generalštaba Vojske Jugoslavije. Na tem položaju je ostal navkljub številnih zahtev po zamenjavi. Po spremembah 5. oktobra 2000 so ga po ukazu tedanjega Predsednika ZRJ Vojislava Koštunice zamenjali 24. junija 2002. Pavković je odločitev o zamenjavi najprej zavrnil in podal pritožbo Ustavnemu sodišču ZRJ in drugim ustanovam. Kasneje je izjavil, da so ga zamenjali zaradi tega, ker je junija 2001 zavrnil ukaz Koštunice da Vojska vdre v Urad za komunikacije Vlade Republike Srbije, od koder naj bi mu prisluškovali. Anketni odbor srbske skupščine je prišel do zaključka, da ni bilo prisluškovanja, in da so Koštunica in njegovi svetovalci s tem ukazom prekršili ustavo.
Pavkovića so sumili, da je posredno sodeloval pri poskusu atentata na Vuka Draškovića v Budvi 15. junija 2000. Med akcijo »Sablja« spomladi 2003 se je znašel celo v priporu. Bil je zelo blizu oblastem Slobodana Miloševića, za katerega je izjavil, da je »najpametnejši, najbolj časten in najboljši državnik v zgodovini Srbije«. Tedanjemu predsedniku je poklonil pištolo z vgraviranim njegovim likom in tudi predlagal, da mu podelijo medaljo z 800 g zlata. Po spremembah leta 2000 je postal prijatelj osebnosti na drugi strani, kot sta Ljubiša Buha Čume in Dragoljub Marković. Pavković je bil tudi predmet sporov glede pogojev, pod katerimi je pridobil veliko nepremičnin, med njimi dve stanovanji in vilo v Beogradu v skupni velikosti 2400 m².
Osnoval je stranko Narodni blok in je kandidiral na volitvah za predsednika Srbije leta 2002, kjer je dobil 75.662 glasov.
S slikarstvom se ukvarja od leta 1961, od leta 1963 pa je za svoja slikarska dela prejel več priznanj. Do sedaj je razstavljal na več kot 30. razstavah, od tega na 17 samostojnih.
Odlikovali so ga z več odlikovanji, med katerimi izstopajo: Red svobode, Red za hrabrost, Red zaslug za narod s srebrno zvezdo, Red narodne armade s srebrno zvezdo, Red srbskega vojaka, Red za vojne zasluge z zlatnimi meči in druga.
25. aprila 2005 se je Pavković po dolgoletnem odbijanju predal haaškemu Mednarodnemu sodišču za vojne zločine na območju nekdanje Jugoslavije, ki ga je obtožilo za kršenje vojnega prava ter vojne zločine, ki jih je storila Vojska Jugoslavije na Kosovu leta 1999. Obtožili so ga za deportacijo, prisilno preseljevanje, ubijanje in preganjanje ter za kršenje zakonov in običajev vojskovanja (za ubijanje). 26. februarja 2009 ga je Mednarodno sodišče spoznalo za krivega in ga obsodilo na 22 let zapora.
Poročil in ločil se je trikrat. Zadnji zakon z estradno umetnico Glorijo Marković (rojakinjo Mirjane Marković) se je sporazumno končal 20. junija 2003.